# Placówka Straży Granicznej I linii „Barwinek”

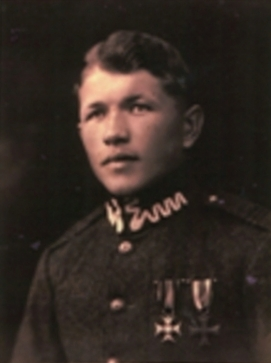
Wojciech Dąbrowski

Placówka Straży Granicznej I linii „Barwinek” – jednostka organizacyjna Straży Granicznej pełniąca służbę ochronną na granicy polsko-czechosłowackiej w okresie międzywojennym.

## Formowanie i zmiany organizacyjne
Na wniosek Ministerstwa Skarbu, uchwałą z 10 marca 1920 roku, powołano do życia Straż Celną. Od połowy 1921 roku jednostki Straży Celnej rozpoczęły przejmowanie odcinków granicy od pododdziałów Batalionów Celnych. Proces tworzenia Straży Celnej trwał do końca 1922 roku. Placówka Straży Celnej „Barwinek” weszła w podporządkowanie komisariatu Straży Celnej „Jaśliska” z Inspektoratu SC „Dukla”.
Rozporządzeniem Prezydenta Rzeczypospolitej Polskiej Ignacego Mościckiego z 22 marca 1928 roku, do ochrony północnej, zachodniej i południowej granicy państwa, a w szczególności do ich ochrony celnej, powoływano z dniem 2 kwietnia 1928 roku  Straż Graniczną.
Rozkazem nr 5 z 16 maja 1928 roku w sprawie organizacji Małopolskiego Inspektoratu Okręgowego dowódca Straży Granicznej gen. bryg. Stefan Pasławski określił strukturę organizacyjną komisariatu SG „Jaśliska”. Placówka Straży Granicznej I linii „Barwinek” znalazła się w jego strukturze.
Rozkazem nr 3 z 23 czerwca 1934 roku w sprawach [...] zmian przydziałów, komendant Straży Granicznej płk Jan Jur-Gorzechowski wyłączył placówkę I linii „Barwinek” z komisariatu Straży Granicznej „Krempna” i przydzielił do komisariatu Straży Granicznej „Jaśliska”.

## Służba graniczna
Sąsiednie placówki:
- placówka Straży Granicznej I linii „Polany” ⇔ placówka Straży Granicznej I linii „Czeremcha”− 1928[6]

## Kierownicy/dowódcy placówki
| stopień             | imię i nazwisko    | okres pełnienia służby   | kolejne stanowisko |
| ------------------- | ------------------ | ------------------------ | ------------------ |
| starszy strażnik    | Wojciech Dąbrowski | 30 VIII 1938 – 1 II 1939 |                    |
| strażnik podchorąży | Henryk Brzeżański  | 30 III 1939 -            |                    |
| starszy strażnik    | Józef Jasik        | 1939                     |                    |